# Bánh tổ
Bánh tổ (Hán Việt: niên cao; tiếng Trung: 年糕; bính âm: niángāo; Việt bính: nin4gou1), là loại bánh được chế biến từ bột gạo nếp và được dùng làm món tráng miệng hay bánh để cúng lễ trong ẩm thực Trung Quốc. Mặc dù có thể ăn quanh năm, nhưng theo truyền thống, nó phổ biến nhất trong dịp tết. Ăn bánh tổ được coi là may mắn trong thời gian này, bởi vì niên cao là một từ đồng âm của "năm cao hơn". Từ tiếng Trung 粘 (nián, niêm đọc theo âm Hán Việt do tiếng Quan Thoại đã mất âm -m cuối), có nghĩa là "dính" (như trong "niêm yết"), giống hệt âm thanh của 年, có nghĩa là "năm" và từ 糕 (gāo, cao), có nghĩa là "bánh" đồng âm với cao (高) trong "chiều cao, cao độ, cao lớn". Như vậy, ăn nian gao có ý nghĩa tượng trưng cho việc nâng cao bản thân trong mỗi năm tới (tiếng Trung: 年年高升; Hán-Việt: niên niên cao thăng; bính âm: niánnián gāoshēng; Việt bính: nin4 nin4 gou1 sing1). Nó còn được gọi là bánh gạo. Món bánh nếp ngọt này được cho là một món quà cho Táo quân, với mục đích là miệng ông ta sẽ bị dính với bánh dính, để ông ta không thể làm xấu gia đình loài người trước Ngọc Hoàng. Theo truyền thống, nó cũng được ăn trong Tết Đoan ngọ.
Bánh này sau đó du nhập vào Hội An, tỉnh Quảng Nam ở Việt Nam. Đây là một ăn đặc sản, có truyền thống lâu đời trong mỗi dịp tết của người dân xứ Quảng. Nhiều địa phương ở Quảng Nam đều làm bánh này. Người Việt dùng bánh này để thờ tổ tiên nên đặt là bánh tổ. Có giả thuyết cho rằng bánh tổ do vua Quang Trung sáng tạo ra, nhưng thực chất không phải như vậy
Bánh tổ xuất hiện trên đất Hội An khá lâu, cùng thời với sự hình thành các khu phố cổ, được người Hoa du nhập từ thế kỷ 16 – 17 và tồn tại cho đến ngày nay. Bánh tổ cùng với món cao lầu là hai món ăn truyền thống, đặc trưng cho "văn hóa ẩm thực Trung Hoa" và là món ngon, đặc sản phố cổ Hội An từ hàng trăm năm qua.
Tùy phong tục của từng nhà mà bánh tổ có hình dáng và màu sắc khác nhau.

## Nguyên liệu

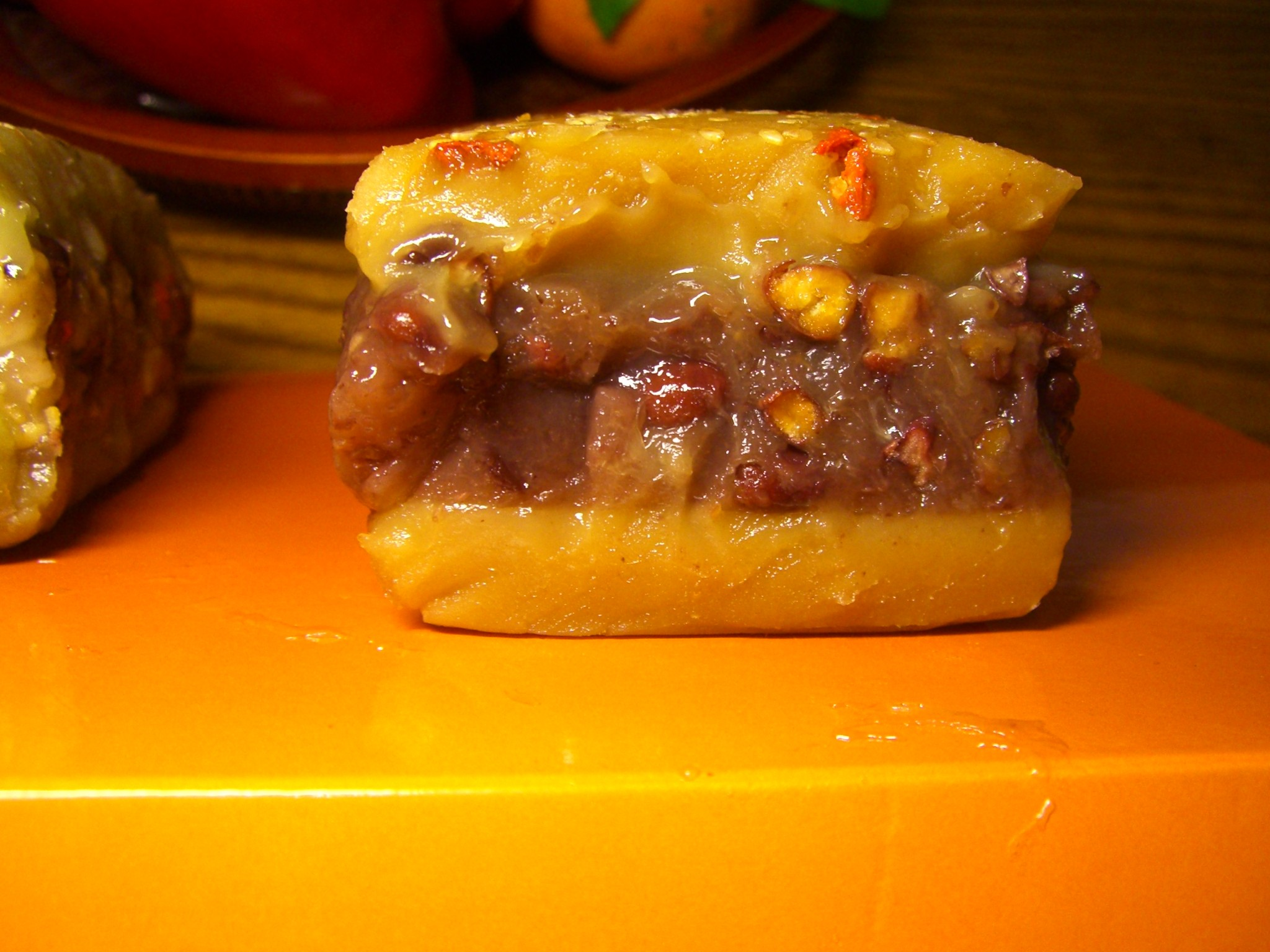
Miếng bánh tổ có nhân đậu đỏ

Nguyên liệu bánh tổ gốc Hoa gồm có gạo nếp, đậu đỏ và đường. 1 kg gạo nếp khoảng 765 gr đường, 200gr đậu đỏ và 100 ml nước gừng giã. Gạo nếp sau khi xay thật mịn bỏ vào túi vải trắng sạch khoảng 1,5 giờ và đem bột trộn với đường và nước gừng trộn hỗn hợp thật kỹ. Đậu đỏ nhặt bỏ các hạt lép, hỏng. Rửa sạch, ngâm nước ấm nóng qua đêm cho mềm. Đổ nước ngâm đậu đi. Cho đậu vào nồi cùng 3 – 4 bát con nước. Đun sôi rồi hạ lửa vừa ninh cho đậu mềm nhừ như nấu chè đậu đỏ, có thể dùng nồi áp suất để ninh đậu. Cũng có thể cho thêm khoảng 1/4 thìa cafe muối nở để đậu nhanh mềm hơn. Xay nhuyễn đậu: Nên xay với nhiều nước, hỗn hợp lỏng như nước thì đậu sẽ mịn hơn nhiều. Xay xong lọc qua rây để loại bỏ xác vỏ đậu. Cho đường và 1/3 lượng dầu ăn vào trộn cùng đậu rồi trút vào chảo, sên lửa vừa. Sau khoảng 3 – 4 phút thì cho tiếp 1/3 lượng dầu ăn vào, quấy đều. Sau 2 phút nữa thì cho nốt phần dầu ăn còn lại, trộn đều. Đậu lúc này vẫn còn khá loãng. Tiếp tục sên thêm khoảng 5 phút ở lửa vừa. Hòa tan bột ngô hoặc bột mì với 2 – 3 thìa canh nước, đổ vào chảo. Lần này ta sên ở lửa nhỏ đến khi nhân thành một khối dẻo mịn.
Cắt bọc ni lông hoặc lá chuối lót vào khuôn và tráng dầu sau đó cho hỗn hợp bột nếp vào, phết nhân đậu đỏ nhuyễn đã làm rồi đem hấp tùy theo kích thước lớn nhỏ mà có thời gian hấp khác nhau, khoảng 3 giờ nhưng cách tốt nhất là bạn hãy dùng tăm xiên thử cho đến khi nào bánh chuyển màu trong thì được. sau đó đem phơi khoảng 3-4 ngày là được. Bánh ngon nhất khi nấu xong khoảng nửa tháng thì chiên lên ăn. Để bánh đẹp, người Hoa trang trí trên mặt bánh những quả táo tàu khô viền xung quanh như trang trí bánh ga tô.